# Kościół św. Marka w Swindon
Kościół św. Marka (ang. St Mark's Church) – anglikańska świątynia parafialna znajdująca się w angielskim mieście Swindon.

## Historia
W 1840 zarząd Great Western Railway zdecydował o konieczności budowy kościoła dla pracowników kolei. Świątynię wzniesiono wg projektu George’a Gilberta Scotta i Williama Bonythona Moffatta, w latach 1843–1845, wraz z plebanią i szkołą. Prace kosztowały 8386 funtów. Konsekracja kościoła miała miejsce 25 kwietnia 1845. W 1866 prezbiterium powiększono wg projektu George’a Fredericka Bodleya, kolejna rozbudowa miała miejsce w 1897 roku wg projektu Temple’a Moore’a. W 1904 na wieży zawieszono 6 dzwonów, kolejne dwa zainstalowano w 1927 roku. W 1974 wzniesiono nową emporę organową.

## Architektura
Świątynia neogotycka, trójnawowa, bez transeptu. Wzniesiona z piaskowca. Korpus nawowy jest długi na sześć przęseł, od północy do nawy bocznej dostawiona jest dzwonnica. Okna zdobią maswerki. Wieża zwieńczona jest kamienną, ośmiopołaciową iglicą. Wnętrze kościoła zdobi kamienna ambona, krucyfiks datowany na 1928 rok oraz tabernakulum upamiętniające ofiary wojen z wizerunkiem św. Jerzego.

## Galeria

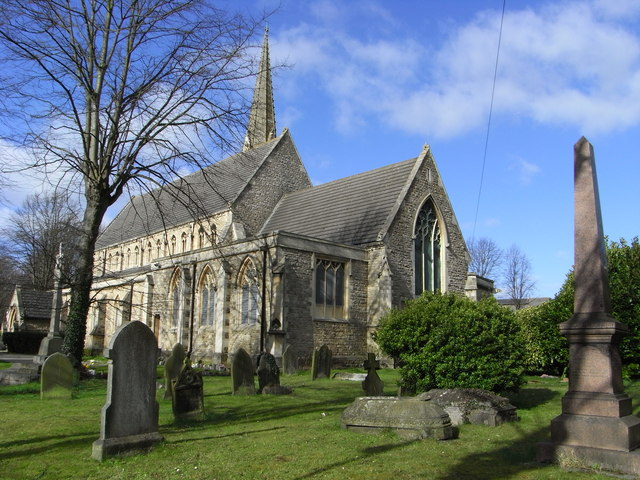
Widok ze wschodu
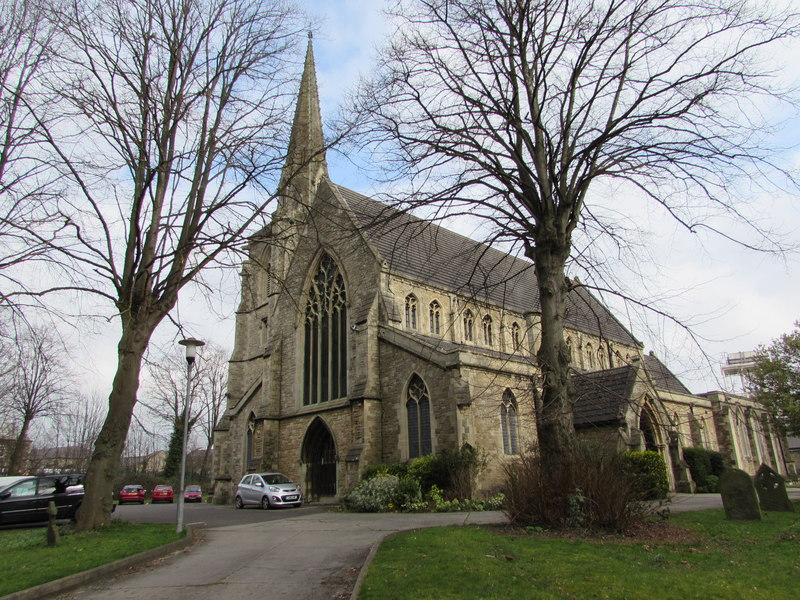
Widok z południowego zachodu
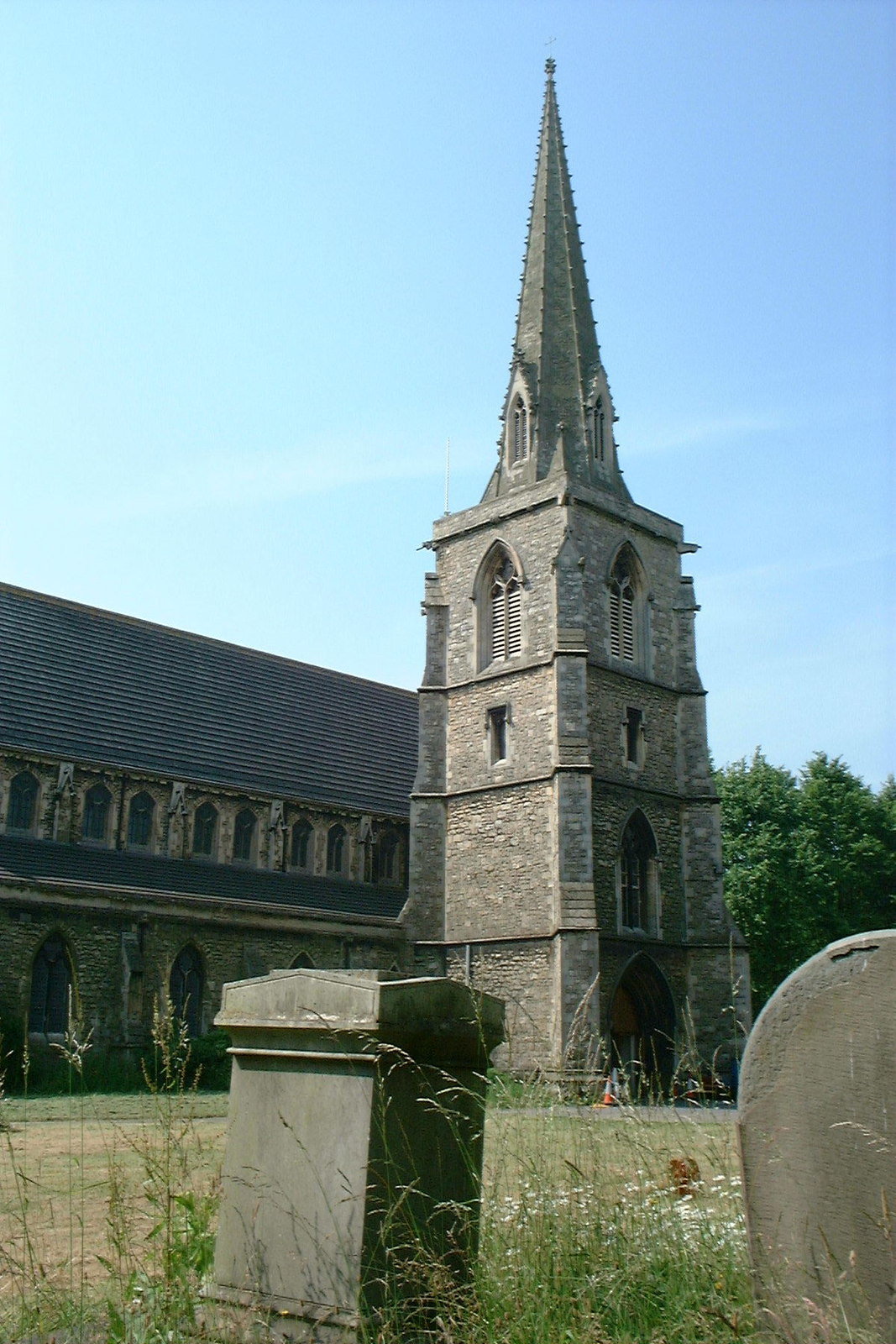
Wieża